# Tao of the Dead
Albums de ...And You Will Know Us by the Trail of Dead
The Century of Self
(2009) Lost Songs
(2012)
Tao of the Dead (prononcé ) est le septième album du groupe de rock texan ...And You Will Know Us by the Trail of Dead. Le premier single, "Summer of All Dead Souls", a été posté sur Spin.com le 11 novembre 2010, puis ultérieurement sur SoundCloud,. Le single est sorti officiellement au format numérique le 29 novembre,,. L’album est sorti au format CD digipack, comprenant une édition limitée deux disques avec livret et 30 minutes de musique en bonus.

## Contexte et enregistrement
Tao of the Dead a été enregistré en dix jours. Le groupe a recentré sa formation autour de ses quatre membres principaux pour l’enregistrement, s’éloignant ainsi des deux albums précédents qui comprenaient un groupe élargi de six membres. Il en résulte un enregistrement plus sobre fortement centré autour de la guitare. L’enregistrement est en deux parties, chaque partie disposant de son propre accordage ; la Partie I est en ré et la Partie II en fa.
L’album peut être écouté comme s’il s’agissait de 16 différents mouvements ou de deux longues pistes. La Partie I, "Tao of the Dead," est divisée en onze pistes, tandis que la Partie II, "Strange News from Another Planet," est composée de cinq chansons combinées en une seule. Conrad Keely, dans une interview pour Spin.com, a expliqué la composition de l’album. « C’est la manière dont j’écoutais des albums quand j’étais enfant, certains de mes albums favoris étaient Dark Side of the Moon de Pink Floyd, Relayer et Close to the Edge de Yes... J’ai toujours aimé écouter des albums qui consistaient en un seul morceau continu, comme un orchestre ou une symphonie. ».
L’artwork et la pochette ont été révélés au fil d’une période de six jours en décembre sur www.taoofthedead.com, conçus par Conrad Keely. Interrogé au cours d’une interview sur le titre, Jason Reece a répondu « C’est une sorte de blague grossière. On avait un Dao de jing au studio et on s’en est servi comme source pour les textes. J’ai dit, « Pourquoi on appelle pas l’album "Tao of the Dead" ? » Ça sonne comme si on était un tas de connards pompeux. « Oh oui, on va vous révéler le sens de la vie là-dedans. » Ce qui n’est pas vrai du tout... On n’est pas des taoïstes du tout mais c’est vraiment sympa d’utiliser certaines parties du texte pour nous inspirer dans notre vie quotidienne. Mais on lit tout. Le "Tao" a donc autant de sens que Tropique du Cancer de Henry Miller, qui est sans doute tout aussi taoïste, avec juste un peu plus de sexe ».
Les 11 premières pistes du Disque 2 de l’édition Deluxe sont toutes plus longues que les versions correspondantes de l’édition standard, les différences étant plus importantes pour certaines que pour d’autres. Les chansons sont généralement les mêmes mais avec des fondus musicaux plus longs, ou des effets supplémentaires à la fin, et parfois des intros plus longues également.

## Liste des pistes
Tous les textes écrits par Conrad Keely ; toute la musique composée par ...And You Will Know Us by the Trail of Dead.
| 1.  | Introduction: "Let's Experiment"                   | 2:23 |
| 2.  | Pure Radio Cosplay                                 | 5:26 |
| 3.  | Summer of All Dead Souls                           | 4:17 |
| 4.  | Cover the Days Like a Tidal Wave                   | 2:51 |
| 5.  | Fall of the Empire                                 | 2:27 |
| 6.  | The Wasteland                                      | 2:33 |
| 7.  | Spiral Jetty                                       | 1:48 |
| 8.  | Weight of the Sun (Or, the Post-Modern Prometheus) | 2:19 |
| 9.  | Pure Radio Cosplay (Reprise)                       | 3:18 |
| 10. | Ebb Away                                           | 2:41 |
| 11. | The Fairlight Pendant                              | 5:43 |

| 12. | Tao of the Dead Part II: Strange News from Another Planet (Know Your Honor/Rule by Being Just/The Ship Impossible/Strange Epiphany/Racing and Hunting) | 16:32 |

| 1. | Part I: Tao of the Dead                   | 35:50 |
| 2. | Part II: Strange News From Another Planet | 16:32 |

| 1.  | Introduction: Let's Experiment                     | 2:59  |
| 2.  | Pure Radio Cosplay                                 | 6:06  |
| 3.  | Summer of All Dead Souls                           | 4:20  |
| 4.  | Cover the Days Like a Tidal Wave                   | 3:08  |
| 5.  | Fall of the Empire                                 | 2:38  |
| 6.  | The Wasteland                                      | 2:42  |
| 7.  | Spiral Jetty                                       | 2:04  |
| 8.  | Weight of the Sun (Or, the Post-Modern Prometheus) | 2:30  |
| 9.  | Pure Radio Cosplay (Reprise)                       | 3:39  |
| 10. | Ebb Away                                           | 2:58  |
| 11. | The Fairlight Pendant                              | 5:50  |
| 12. | The Bubble Demo                                    | 33:00 |

## Historique de sortie
- 4 février 2011 : Allemagne, Autriche, Suisse, Benelux, Italie
- 7 février 2011 : Royaume-Uni, France, Grèce, Danemark, Norvège
- 8 février 2011 : Espagne, Portugal, Amérique du Nord
- 9 février 2011 : Suède, Finlande, Hongrie[21]

## Réception
Tao of the Dead a reçu un score de 73 sur 100 sur le site d’agrégation de critiques Metacritic ce qui indique des « critiques généralement favorables ». MusicOMH a donné à l’album cinq étoiles sur cinq et l’a appelé « une sortie qui définit un genre et un retour bienvenu à une musique qui brouille les frontières entre les genres. ». Rock Sound lui a donné un score de neuf sur dix et a déclaré « Même si plusieurs pistes seraient à leur place sur la playlist d’un Best of ...Trail of Dead, Tao of the Dead est certainement leur album le plus homogène depuis des années. ». Paste lui a donné 8.2 sur dix et l’a appelé « du art rock avec l’une des constructions les plus denses que vous entendrez probablement cette année, ce qui rend sa gestation rapide encore plus impressionnante. ». Kerrang! lui a attribué un score de quatre étoiles sur cinq et a dit du groupe « Cette infusion de punk est une sacrée réussite étant donné que l’album est divisé en mouvements, mais en revenant à une formation de quatre membres ils s’affranchissent de toute prétention et y injectent une puissance encore plus affinée. » Alternative Press l’a également noté quatre étoiles sur cinq et a dit de l’album qu’il « se positionne totalement sur le prog-rock avec des transitions naturelles, une structure à base de mouvements classiques et des ornements de fond lunaires creusant le sillon de Dark Side of the Moon. ». No Ripcord lui a donné huit étoiles sur dix et l’a qualifié de « symphonie héroique qui paraît intégralement construite. ». BBC Music a également rédigé une critique favorable pour l’album et déclaré que « à la fois en tant qu’œuvre autonome et que composante du canon considérable de ...Trail of Dead, on se souviendra de Tao of the Dead comme d’un grand moment. ».
Paul Thompson de Pitchfork a déclaré : « Tao of the Dead semble être, dans ses chansons comme dans sa structure, le premier album post-Source Tags qui ne disparaît pas dans l’ombre géante de leur triomphe maintenant vieux d’une décennie ; plus patient, plus puissant, plus dynamique, moins surchargé... ». NME l’a noté sept sur dix et a dit des chansons qu’elles « résonnent avec autant de vitalité que jamais après sept LP ; il y a encore de la vie en elles. ». American Songwriter lui a attribué trois étoiles et demi sur cinq et a déclaré : « Il y a encore beaucoup sur Tao of the Dead qui fonctionne. Après des années difficiles en tant que souffre-douleur de la critique musicale, cet album devrait faire beaucoup pour aider Trail of Dead à regagner une partie de leur gloire perdue. ». Consequence of Sound lui a aussi donné trois étoiles et demi sur cinq et a déclaré « Il est important d’avoir des moments comme ceux-là dans un concept-album supposé être une déclaration massive de 52 minutes ; cela donne à l’auditeur de l’air et crée des satisfactions momentanées afin de digérer correctement cette corne d’abondance de rock solide et de qualité. ». Filter lui a attribué un score de 70 % et a déclaré que « bien qu’aussi prétentieux et ambitieux que d’habitude, Tao suggère que Trail of Dead ont encore une fois perdu leur goût pour la subtilité et la texture qui les a autrefois aidé à élever leur son au-dessus de la mêlée prog. ».
Certaines autres critiques sont très moyennes ou mitigées : The Austin Chronicle a attribué à l’album trois étoiles sur cinq et déclaré que « Le penchant de ce groupe local pour les concepts grandioses et l’immolation à rallonge demeure, mais la première partie de Tao évite de laisser le cycle de chansons prendre le pas sur les chansons elles-mêmes. ». Uncut l’a également noté trois étoiles et déclaré que « Malgré les prétensions épiques du final de 16 minutes, "Tao of the Dead Part Two", malheureusement, cette sorte d’hommage aux arrière-pays du rock dévoile de moins en moins de surprises à chaque écoute. ». Mojo lui a également donné trois étoiles sur cinq et déclaré que l’album « fait son trou au détour du prog-rock et des power chords. ». Dusted Magazine lui a donné une critique moyenne en indiquant que l’album « me donne envie, tour à tour, d’améliorer mon temps d’attention ou d’écouter d’autre chose. ». Now l’a noté trois étoiles sur cinq et déclaré qu’il s’agissait « d’un album si homogène que lorsque la seconde piste, "Pure Radio Cosplay", est reprise au milieu, cela se ressent davantage comme la fin d’un détour musical intense plutôt qu’une simple répétition du morceau. ». Beats Per Minute lui a attribué un score de 52 % et déclaré que l’album « semble s’étaler, comme si le groupe était perdu et cherchait désespérément un public et une voix. J’espère qu’ils commenceront à chercher ailleurs. ». Slant Magazine ne lui a donné que deux étoiles sur cinq, et déclaré « Je ne peux imaginer pourquoi quelqu’un voudrait entendre encore une demi-heure de ces âneries, mais si vous avez encore des cellules cérébrales après les adieux branlants et miaulants de Tao of the Dead, alors vous feriez mieux d’enfiler vos Bottes de Mosh +2 et de vous y mettre ! ».

## Classements
| Classement (2011)                  | Meilleure position |
| ---------------------------------- | ------------------ |
| Classement des albums en Allemagne | 18                 |